# Višnja Lasta
Višnja Lasta (Zagreb, 23. travnja 1930. – Zagreb, 28. travnja 1990.) bila je hrvatska redateljica, dugogodišnja zaposlenica Televizije Zagreb.

## Životopis
Lasta je 1948. godine maturirala na gimnaziji u Rijeci, nakon čega je upisala povijest umjetnosti na Filozofskom fakultetu u Zagrebu, na kojemu je diplomirala 1957. Iste je godine zaposlena u Televiziji Zagreb, gdje je režirala emisije Programa za djecu i mladež te druge dječje drame. Prva televizijska drama bila joj je Preko ožiljaka (1968.). Režirala je i prijenose festivala te dječjih priredbi, kao što su Djeca pjevaju (1968./69.), Festival djeteta u Šibeniku (1970./71.), Mali raspjevani Dubrovnik (1971.) te Prvi sat (1971.).
Za svoj je rad primila više nagrada festivala Jugoslavenske radiotelevizije (emisija Harfa 1968., Zlatna nit, Ljubav na putu) te Prix Japon 1973. u Tokiju (adaptacija priče Aska i vuk Ive Andrića).
Udala se za glumca Svena Lastu, s kojim je imala kći.

## Djela

### Program za djecu i mladež
- Pionirski mozaik (1958. – 1962.)
- Mendin program (1962. – 1966.)
- Nedjeljom u 7 (1965. – 1966.)
- Mladi na ekranu (1967.)
- Harfa (1968.)
- Udruženje radoznalih (1968.)
- Velika mala pričaonica (1969.)
- Bistrooki (1972. – 1975.)
- Zlatna nit (1976. – 1978.)
- Nedjeljno prijepodne za djecu (1983. – 1986.)

### Televizijske drame
- Preko ožiljaka (1968., originalna drama)
- Kanarinac (1969., Nada Iveljić)
- Hamilkar s one strane (1968., Milivoj Matošec)
- Gospodin Kleon (1969., S. Dimitrijević)

### Ostalo
- Ljubav na putu, putopisna serija (1987., Matko Peić)
- Vrijeme za bajku, serija adaptacija književnih djela